# Šolcův dům
Šolcův dům v Liberci je roubený patrový dům postavený ve stylu venkovského baroka z let 1771–1774. Nachází se v ulici U Jezu 96/10 na břehu řeky Nisy ve IV. liberecké části Perštýn. Dům je chráněn kulturní památka.

## Historie
Dům si nechal v letech 1771–1774 postavit obchodník s plátnem Hans Friedrich Scholz v tehdy doznívajícím barokním slohu.  
Ještě na konci 19. století byl obklopen řemeslnickými dílnami a továrničkami. V současné době díky demolicím v 80. letech 20. století roubenka zůstala jako solitér v parku.  
V průběhu 20. století byla budova postupně renovována a upravována. V současnosti zde sídlí správa CHKO Jizerské hory.

## Fotogalerie

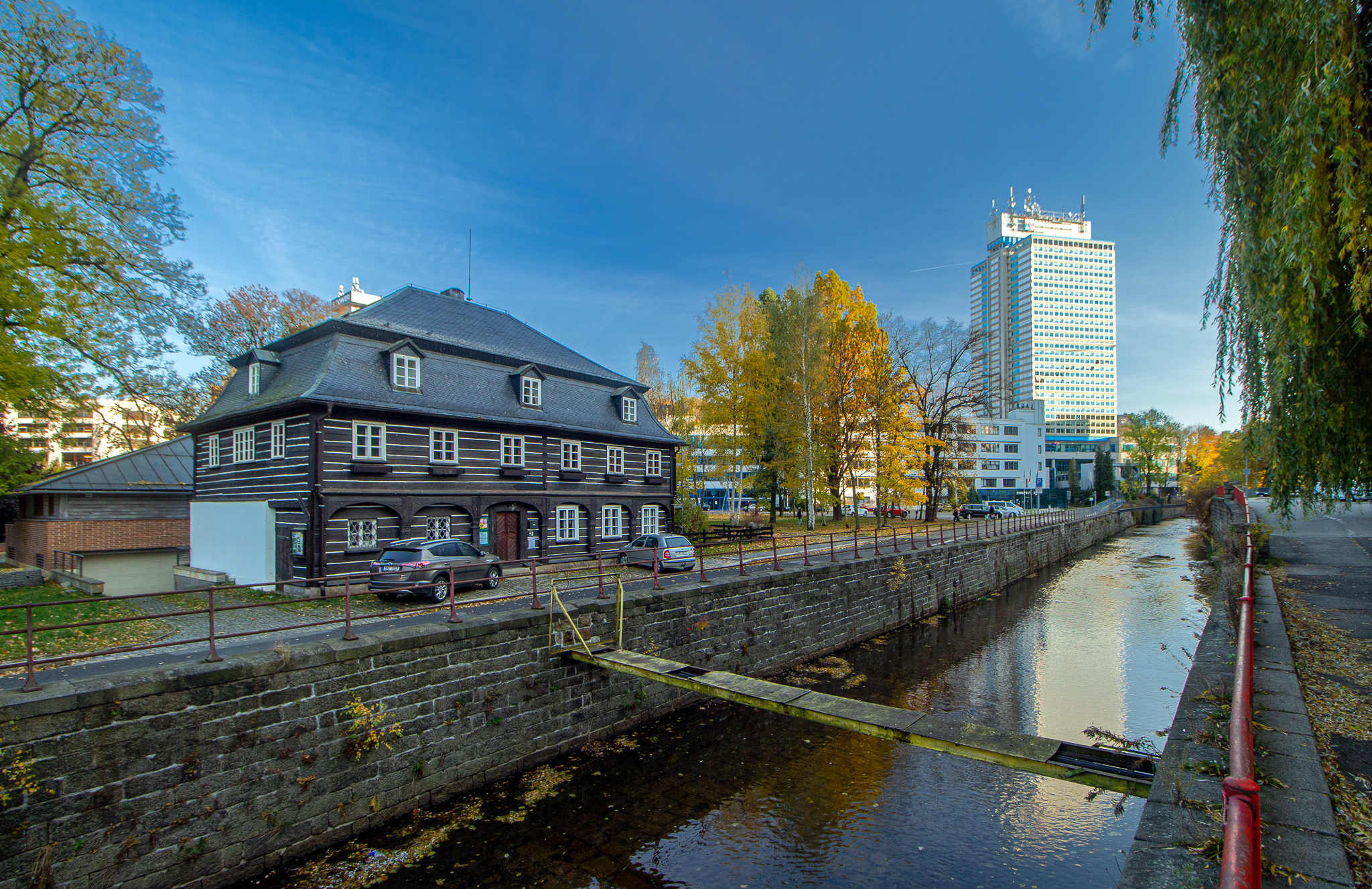
Šolcův dům a Krajský úřad. V popředí tok Lužické Nisy
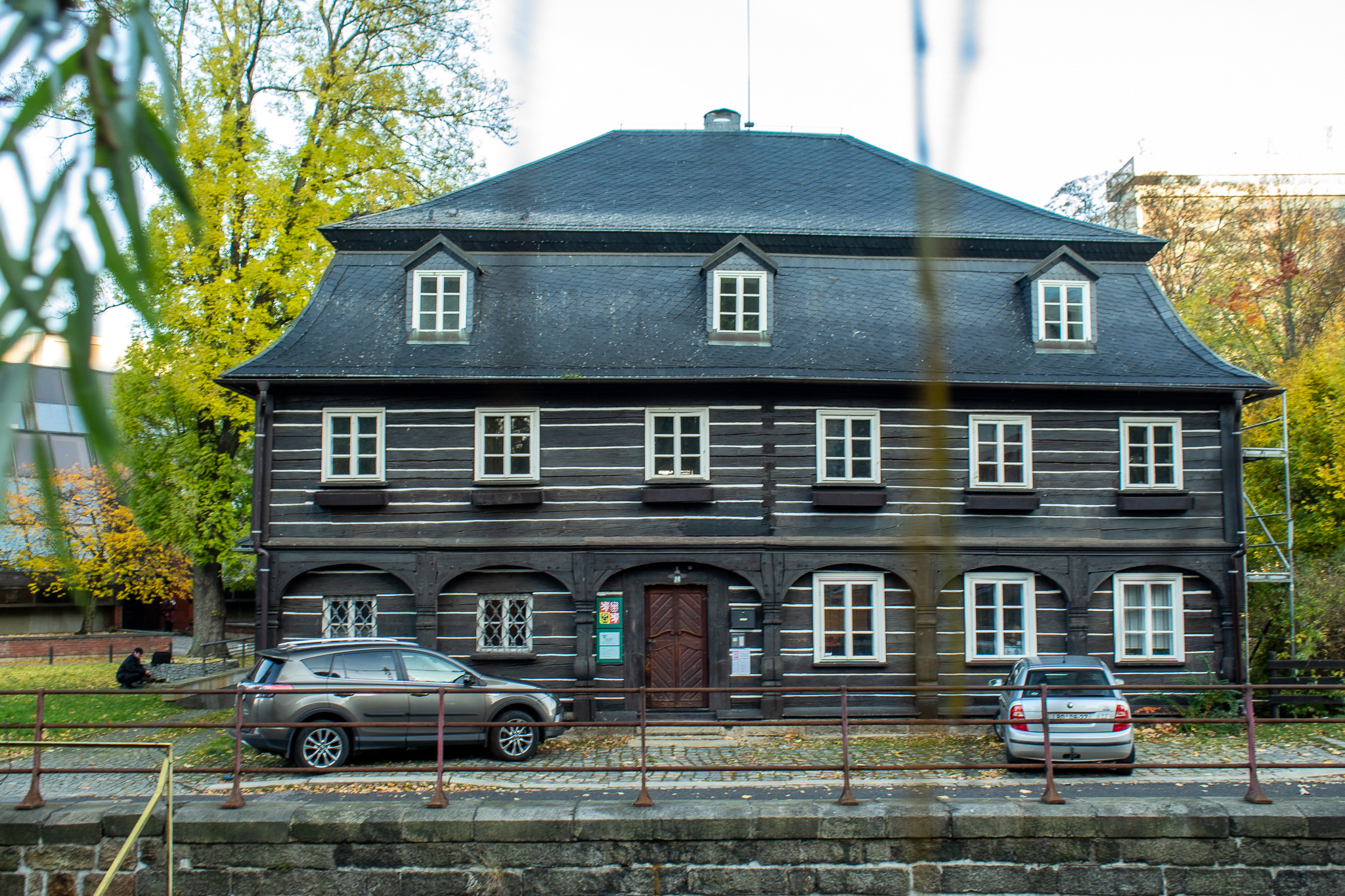
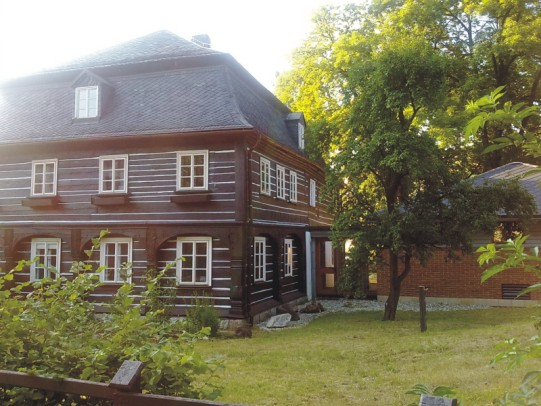
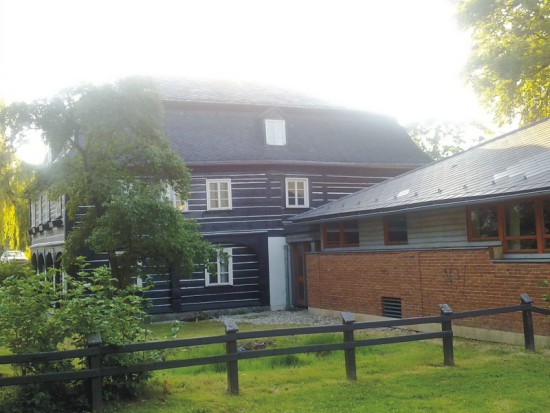